# Gilbert & Son
Ralph Gilbert & Son war ein britischer Automobilhersteller, der 1901 in Birmingham ansässig war.
Gebaut wurde ein Leichtautomobil, das von einem Einzylinder-Zweitaktmotor eigener Fertigung angetrieben wurde, der mit 3 ½ hp angegeben wird. Eine Kette leitete die Motorkraft an die Hinterräder weiter.

## Quelle
- David Culshaw & Peter Horrobin: The Complete Catalogue of British Cars 1895–1975. Veloce Publishing plc. Dorchester (1999).  ISBN 1-874105-93-6